# اللغة التركية العجمية
اللغة التركية العجمية (بالتركية العجمية: ترکی عجمی) نوع من اللغة الأذرية التي كانت تستخدم على النحو الإداري واللغة الأدبية للدولة الصفوية، وهي تتضمن الاقتراض على نطاق واسع من اللغة العربية بالإضافة إلى الفارسية وكُتبت بديلًا عن الكتابة العربيّة.